# Deon Taylor

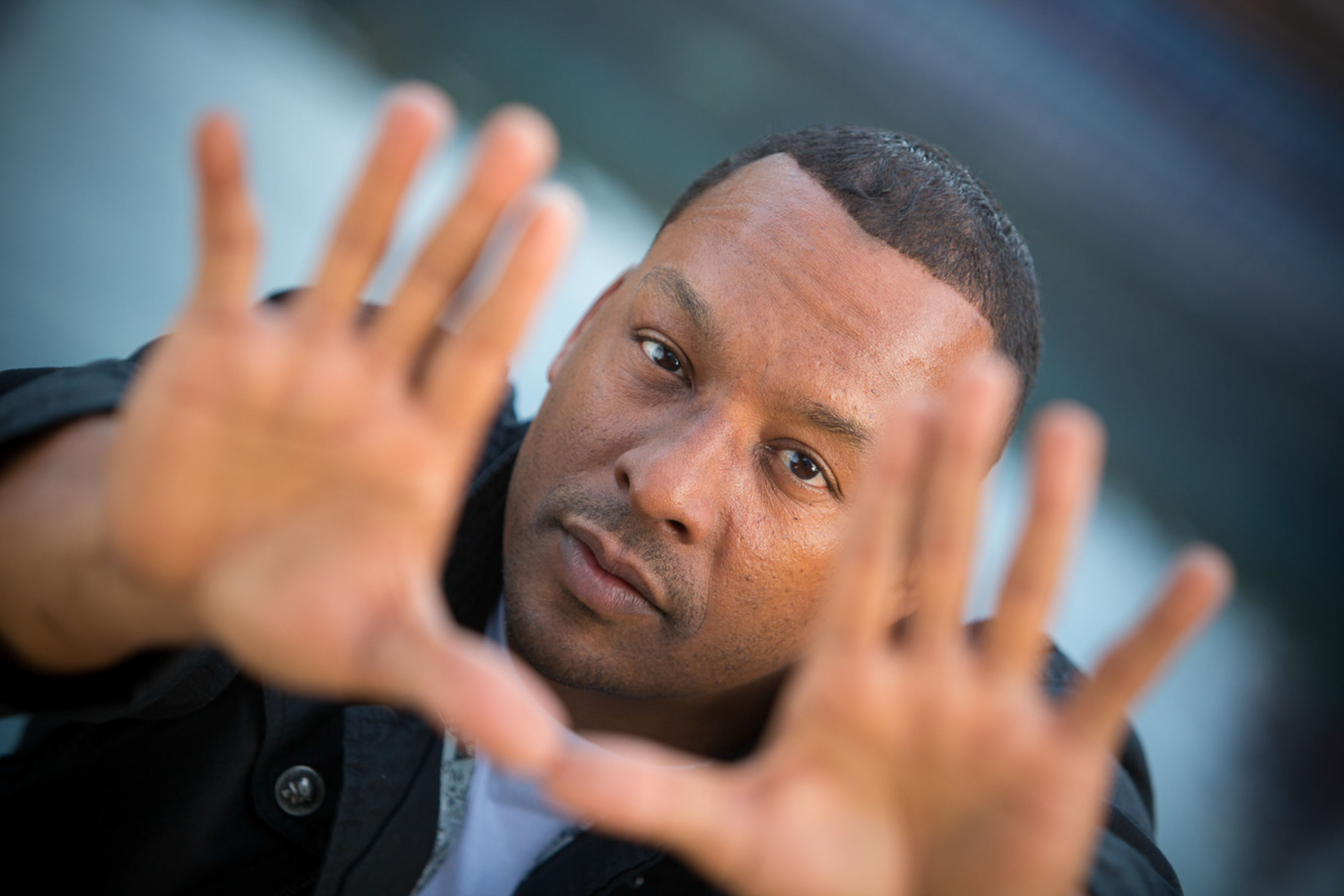
Deon Taylor (2016)

Deon Taylor (* 25. Januar 1976 in Chicago) ist ein US-amerikanischer Drehbuchautor, Filmregisseur und Produzent.

## Leben
Deon Taylor wurde in Chicago in Illinois geboren und wuchs in Gary in Indiana auf. Während seiner High-School-Zeit zogen er und seine Mutter nach Sacramento. Als professioneller Basketballspieler sicherte er sich einen Platz in der NBA Entertainment League. Im Rahmen eines Basketballstipendiums erwarb er einen Abschluss in Biologie an der San Diego State University.
In Sacramento gründete Taylor die Hidden Empire Film Group. Die von ihm realisierte Low-Budget-Horrorserie Nite Tales: The Series, die er im Auftrag von BET drehte, konnte bei ihrer ersten Ausstrahlung eine Million Zuschauer verzeichnen. Nach dem Erfolg der Serie produzierte er unter dem Label Night Tales Presents eine Reihe von weiteren Horrorfilmen und Fernsehsendungen.
Sein Action-Thriller Black and Blue kam im Oktober 2019 in die US-Kinos.

## Filmografie (Auswahl)
- 2007: 7eventy 5ive
- 2008: The Hustle
- 2008: Nite Tales: The Movie
- 2009: Up All Nite (Fernsehserie, 6 Folgen)
- 2009: Chain Letter
- 2009–2011: Nite Tales: The Series (Fernsehserie, 6 Folgen)
- 2013: Tony Roberts: I’m Different
- 2014: I Supremacy
- 2016: Meet the Blacks
- 2018: Traffik
- 2019: The Intruder
- 2019: Black and Blue
- 2020: Fatale
- 2021: The House Next Door